# Ракар

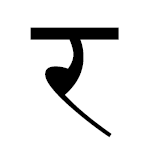

Ракар (रकार), кхаме ра (खामे र) — ра, 38-я буква деванагари, обозначает альвеолярный дрожащий согласный. Акшара-санкхья — 2 (два).
Буква, которую называют полугласной, имеет специфическую особенность: при добавлении к другим согласным она записывается в виде небольшой косой черты: प + र = प्र, श + र = श्र и т.п.
Совместно с латинским R буква र послужила основой для создания символа рупии.

Ракар ранджана

## Нумерация Арьябхата
- र (ра) - 40
- रि (ри) - 4000
- रु (ру) - 400 000